# گژدهم
گَژدَهَم (لاتین: Gaždaham) از پهلوانان ایرانی شاهنامه است. او در دوران پیری خود در زمان پادشاهی کیکاووس نگهبان دژ سپید در مرز ایران و توران بود. گردآفرید و گستهم فرزندان او هستند.

## گژدهم در شاهنامه
طوس زمانی در کسوت سپهسالاری کیخسرو به مرزهای توران لشکر کشید، او باید از دو راهی معروف یکی را برمی‌گزید، راه اوّل کوتاه پر آب و پر گیاه و راه دوم بیابانی خشک بی‌آب علف و طولانی. طوس رو به گودرز گفت زمانی‌که گژدهم (گُژدَهَم نیز خوانده میشود )سپهسالار ایران بود من یکبار با ایشان از مسیر کلات گذر نموده‌ام تنها اشکالی که این راه دارد فقط فراز و نشیب زیاد است شایسته است اکنون نیز از این مسیر به قلمرو افراسیاب وارد شویم. گودرز یادآور شد که کیخسرو توصیه کرد به قلمرو فرود وارد نشویم ولی این سخن مقبول طوس نیفتاد و از راه کلات، چَرَم که همان مرزبانی فرود باشد لشکر براند.
| به گودرز گفت این بیابان خشک |  | اگر گرد عنبر دهد، باد مشک  |
| چو رانیم روزی به تندی دراز  |  | به آب و به آسایش آید نیاز  |
| همان به که سوی کلات و چرم   |  | برانیم و منزل کنیم از مَیم  |
| چپ و راست آباد و آب روان    |  | بیابان چه جوییم و رنج روان |
| مرا بود روزی بدین ره گذر    |  | چو گژدهم پیش سپه راهبر     |